# 德爾菲考古學博物館
德爾菲考古學博物館（希臘語：Αρχαιολογικό Μουσείο Δελφών）是一間希臘德爾菲博物館，也是希臘參觀人數最多的博物館之一。

## 历史
成立於1903年，由希臘文化部（Phophs of Antiquities of Phocis）經營，經過多次重新佈置，並收藏了從希臘晚期（邁錫尼時期）到拜占庭早期的發現。
德爾菲考古學博物館分為兩層，共有14個房間，主要陳列各種雕像，包括著名的德爾菲馬車夫（Charioteer）、錫夫諾斯寶庫壁緣和納克索斯獅身人面像。 展覽面積超過2,270平方公尺，而儲藏室（馬賽克、陶瓷和金屬）佔地558平方公尺。

## 外部連結
- Hellenic Ministry of Culture and Tourism （页面存档备份，存于）
- Hellenic Ministry of Foreign Affairs[永久]
- Delphi Archaeological Museum - Ebook by Latsis Foundation (select THE ARCHAEOLOGICAL MUSEUM OF DELPHI)
- ancient-greece.org （页面存档备份，存于）
- www.greece-museums.com
- www.planetware.com （页面存档备份，存于）